# Jean-Marc Ravanel
Pour les articles homonymes, voir Ravanel.
Pas d'image ? Cliquez ici

a Compétitions nationales et continentales officielles uniquement.

Dernière mise à jour le 8 juin 2020.
Jean-Marc Ravanel, né le 9 novembre 1972, est un joueur français de rugby à XV.

## Biographie
Né le 9 novembre 1972, Jean-Marc Ravanel peut jouer arrière ou demi d'ouverture.
En 1999, il quitte le Stade aurillacois pour le RRC Nice.
Il joue au CA Périgueux avant de retourner au Stade aurillacois.
Il est le patron du bar-tabac-restaurant La Txallupa.